# Sphecinae
Sous-famille
Les Sphecinae (anciennement Sphecinomorpha) sont une sous-famille d'hyménoptères de la famille des sphécidés. Elle regroupe les genres suivants:
- Chilosphex
- Palmodes
- Prionyx
- Isodontia
- Sphex
- Stangeella

Toutefois, si cette sous-famille regroupe plus de 300 espèces on n'en dénombre qu'une vingtaine en Europe :
- Chilosphex argyrius
- Isodontia mexicana
- Isodontia paludosa
- Isodontia splendidula
- Palmodes melanarius
- Palmodes occitanicus
- Palmodes strigulosus
- Prionyx crudelis
- Prionyx kirbii
- Prionyx lividocinctus
- Prionyx niveatus
- Prionyx nudatus
- Prionyx subfuscatus
- Prionyx viduatus
- Sphex atropilosus
- Sphex flavipennis
- Sphex funerarius
- Sphex leuconotus
- Sphex pruinosus